# Basauti
Basauti (nep. बसौटी) – gaun wikas samiti w zachodniej części Nepalu w strefie Seti w dystrykcie Kailali. Według nepalskiego spisu powszechnego z 2001 roku liczył on 802 gospodarstw domowych i 6241 mieszkańców (3144 kobiet i 3097 mężczyzn).